# Långesjö
För sjöar med snarlika namn, se: Långesjön
Långesjö är en småort i Tanums socken i Tanums kommun i Bohuslän och Västra Götalands län.
Långesjö ligger i stort sett mitt emellan Fjällbacka och Grebbestad, längs land- eller inre vattenvägen.

## Historia
Samhället ligger vid den unika naturhamnen Veddökilen. Fram till 1970-talet beboddes en hel del av samhället av yrkesfiskare som idkade småskaligt fiske efter bland annat ål, hummer, makrill och torsk. Från 1970 har antalet bryggplatser ökat för att tillgodose det ökande antalet fritidsboende med båtplatser.

## Utvecklingsplaner
Långesjö camping lades ner hösten 2011 efter att ha köpts upp av Veddö Properties AB. Våren 2012 har Tanums kommun tecknat ett planavtal med bolaget. I planerna ingår bland annat en stugby och ett 10-tal sjöbodar. Öster om Lerekilen planeras ett dagcentrum, ett trygghetsboende, en restaurang, ett tiotal sjöbodar samt ett 80-tal parkeringsplatser.